# Quingey
Quingey és un municipi francès situat al departament del Doubs i a la regió de Borgonya - Franc Comtat. L'any 2007 tenia 1.214 habitants.

## Demografia

### Població
El 2007 la població de fet de Quingey era de 1.214 persones. Hi havia 440 famílies de les quals 144 eren unipersonals (56 homes vivint sols i 88 dones vivint soles), 112 parelles sense fills, 136 parelles amb fills i 48 famílies monoparentals amb fills.
La població ha evolucionat segons el següent gràfic:
Habitants censats

### Habitatges
El 2007 hi havia 500 habitatges, 438 eren l'habitatge principal de la família, 14 eren segones residències i 48 estaven desocupats. 294 eren cases i 203 eren apartaments. Dels 438 habitatges principals, 213 estaven ocupats pels seus propietaris, 201 estaven llogats i ocupats pels llogaters i 23 estaven cedits a títol gratuït; 5 tenien una cambra, 52 en tenien dues, 99 en tenien tres, 104 en tenien quatre i 178 en tenien cinc o més. 287 habitatges disposaven pel capbaix d'una plaça de pàrquing. A 214 habitatges hi havia un automòbil i a 167 n'hi havia dos o més.

### Piràmide de població
La piràmide de població per edats i sexe el 2009 era:
| Homes | Edats   | Dones |
| ----- | ------- | ----- |
| 0     | 95 o +  | 8     |
| 8     | 90 a 94 | 48    |
| 8     | 85 a 89 | 24    |
| 4     | 80 a 84 | 16    |
| 20    | 75 a 79 | 24    |
| 20    | 70 a 74 | 20    |
| 28    | 65 a 69 | 20    |
| 12    | 60 a 64 | 28    |
| 24    | 55 a 59 | 28    |
| 16    | 50 a 54 | 32    |
| 36    | 45 a 49 | 24    |
| 40    | 40 a 44 | 36    |
| 40    | 35 a 39 | 52    |
| 52    | 30 a 34 | 28    |
| 48    | 25 a 29 | 48    |
| 16    | 20 a 24 | 16    |
| 40    | 15 a 19 | 36    |
| 40    | 10 a 14 | 32    |
| 36    | 5 a 9   | 32    |
| 8     | 0 a 4   | 32    |

## Economia
El 2007 la població en edat de treballar era de 716 persones, 538 eren actives i 178 eren inactives. De les 538 persones actives 485 estaven ocupades (246 homes i 239 dones) i 53 estaven aturades (30 homes i 23 dones). De les 178 persones inactives 52 estaven jubilades, 46 estaven estudiant i 80 estaven classificades com a «altres inactius».

### Ingressos
El 2009 a Quingey hi havia 469 unitats fiscals que integraven 1.103 persones, la mediana anual d'ingressos fiscals per persona era de 18.240 €.

### Activitats econòmiques
Dels 78 establiments que hi havia el 2007, 2 eren d'empreses extractives, 1 d'una empresa alimentària, 1 d'una empresa de fabricació d'elements pel transport, 6 d'empreses de fabricació d'altres productes industrials, 5 d'empreses de construcció, 21 d'empreses de comerç i reparació d'automòbils, 4 d'empreses de transport, 6 d'empreses d'hostatgeria i restauració, 1 d'una empresa d'informació i comunicació, 6 d'empreses financeres, 3 d'empreses immobiliàries, 5 d'empreses de serveis, 9 d'entitats de l'administració pública i 8 d'empreses classificades com a «altres activitats de serveis».
Dels 25 establiments de servei als particulars que hi havia el 2009, 1 era una oficina d'administració d'Hisenda pública, 1 gendarmeria, 1 oficina de correu, 2 oficines bancàries, 2 funeràries, 3 tallers de reparació d'automòbils i de material agrícola, 1 autoescola, 1 paleta, 3 lampisteries, 2 perruqueries, 1 veterinari, 4 restaurants, 1 agència immobiliària, 1 tintoreria i 1 saló de bellesa.
Dels 7 establiments comercials que hi havia el 2009, 1 era un hipermercat, 1 una botiga de menys de 120 m², 1 una fleca, 1 una peixateria, 1 una sabateria, 1 un drogueria i 1 una joieria.
L'any 2000 a Quingey hi havia 3 explotacions agrícoles.

## Equipaments sanitaris i escolars
El 2009 hi havia 1 hospital de tractaments de mitja durada (seguiment i rehabilitació), 1 un hospital de tractaments de llarga durada i 1 farmàcia.
El 2009 hi havia 1 escola maternal i 1 escola elemental. Quingey disposava d'un col·legi d'educació secundària amb 413 alumnes.

## Poblacions més properes
El següent diagrama mostra les poblacions més properes.